# نصرة العدوي
نصرة العدوي كاتبة وشاعرة عمانية.
ولدت نصرة في زنجبار، وبدأت في كتابة القصائد باللغة العربية قبل التحول إلى اللغة الإنجليزية. وقد نشرت ثلاثة كتب شعرية، ساعدت في خلق وعي عام أكبر بالسرطان. وكتبت لمجلة المرأة العمانية.

## أعمال
- الأفكار الجماعية، 2002.
- داخل نفسي: قوة الإرادة للعيش بعد السرطان، 2004.
- وجوه شجاعة: موقف جريء ضد السرطان. مسقط: طابعات الرجل، 2007.